# Ben Hendriks (zanger)
Ben Hendriks (Haarlem, 27 februari 1958) is een Nederlandse volkszanger. 
In 1978 zat Hendriks in militaire dienst toen hij werd benaderd om bij coverband Joystick te komen. Omdat het reizen hem te veel werd, ging hij samen met Nico Outhuyse verder als het duo Saturn, dat later 78-3 heette. Nadat Hendriks contact kreeg met Tamara Tol, ontstond het duo Ben & Tamara. De eerste single Love is the only way kwam in de Mega Top 50. In 1998 kwam er een einde aan de samenwerking. 
Hierna heeft Ben Hendriks 4 jaar lang opgetreden met de band Re-Sound. Ben Hendriks deed in 2004 mee aan het televisieprogramma Een ster in 40 dagen. Hij won deze show. Hij kwam in aanraking met Johnny Hoes en heeft vervolgens singles uitgebracht als Ik kan niet zonder jou en Ja, ik leef als een zigeuner.
Met producer Niels Lingbeek maakte Hendriks een nieuw album, getiteld Kom Terug. Daarvan zijn de singles Ik wil jou, zo nu en dan en Wat ben je mooi uitgebracht.
Hendriks heeft drie broers en een zus. Hij is getrouwd met Agnes en heeft zeven kinderen.

## Discografie

### Singles
| Single met eventuele hitnotering(en) in de Nederlandse Top 40 | Datum van verschijnen | Datum van binnenkomst | Hoogste positie | Aantal weken | Opmerkingen  |
| ------------------------------------------------------------- | --------------------- | --------------------- | --------------- | ------------ | ------------ |
| Love is the only way                                          | 1994                  | 5-11-1994             | 38              | 2            | Ben & Tamara |
| I need you with all of my heart                               |                       | 15-3-1995             | tip             |              | Ben & Tamara |
| Free as the birds                                             |                       | 29-7-1995             | tip             |              | Ben & Tamara |